# San Michele Arcangelo (Napulj)
San Michele Arcangelo ili San Michele a Port'Alba je jedna od četiri velike crkve okrenute prema Piazzi Dante u Napulju, Italija. Nalazi se blizu Port'Albe, gradskih vrata koja se otvaraju na trg.

## Povijest
Izgradnja crkve, izvorno nazvane Santa Maria della Provvidenza, započela je oko 1620. godine, ali je u 18. stoljeću arhitekt Domenico Antonio Vaccaro izvršio rekonstrukciju, te je proširena prema nacrtima Giuseppea Astarite. Današnje pročelje je u stilu rokokoa. Crkva je ponovno otvorena u listopadu 2010.

## Interijer
Interijer sadrži Svetog Mihovila Giuseppea Marulla te Sant'Irene i Sant'Emidio Vaccara, arhitekta. Stropne freske iz 18. stoljeća oslikao je Lucio Stabile. U sakristiji je mramorna krstionica (1758.) Nicole Tagliacozzija Canalea i dvije klupe od orahovine (1772.) Nunzia Tancredija s dva ovalna mramorna reljefa s prikazima Poklonstva pastira i Poklonstva mudraca.

## Vanjske poveznice
|  | Zajednički poslužitelj ima još gradiva o temi San Michele Arcangelo (Napulj) |